# 李莉 (乒乓球运动员)
李莉（1947年—），中国退役女子乒乓球运动员。曾与梁戈亮搭档获得1973年世界乒乓球锦标赛混合双打金牌。   
丈夫是篮球运动员吴忻水。